# Lonely girl (TETSUYAの曲)
「lonely girl」（ロンリー ガール）は、日本のロックバンド・L'Arc〜en〜Cielのベーシスト、tetsuyaがTETSUYA名義で発表した通算8作目のシングル。2010年11月10日に発売。発売元はKi/oon Records。

## 解説
前作「LOOKING FOR LIGHT」から約3ヶ月ぶりとなる2010年第3弾シングル。
表題曲「lonely girl」は、ドライヴするリズムと甘美なメロディが印象的なクリスマスソング。この曲は、かつてTETSUYAが在籍していた事務所、DANGER CRUEが2005年に主催したライヴイベント「天嘉 伍 -DANGER Ⅴ-」において、新曲として披露されていた楽曲で、今回約5年越しでリリースされることになった。TETSUYAは、この曲について「サビのメロディが生まれたときから“これはきたぞ！”って思いました。いろんな趣味の人が聴いたとしても“いい曲だよね”ってみんなに思ってもらえる自信がある」と述べている。また、この曲のレコーディングを振り返り、TETSUYAは「この曲はやっぱりメロディがキレイだから、構成自体もサビから始まるんですけど、とにかくシンプルな作りにしてあるんですよ。サビ→Aメロ→サビ→Aメロ、みたいな。それで間奏に入って、Aメロ、サビを数回聴いた後だからここで展開させたいんで、間奏の後に違うメロディをもってきて。さらにまた、最後にサビで畳み掛けるような構成にしたんです。メロディがすごくキレイなんで、サビのメロディを受けてのAメロという流れも、すごくドラマチックにして。そこはすごく考えて作りましたし。室姫君とのアレンジも、すごくハマりましたね。しかも、バラードっぽいメロディなんだけど、頭打ちのリズムにして。割とアップテンポな印象になってるでしょ？その辺のことをとにかくすごいこだわって考えて考えて」と述べている。また、この曲のドライヴするリズムと流麗なメロディの対比について、TETSUYAは「優雅に泳いでる白鳥は水面の下では必死に足をバタバタしてるんでしょ？それみたいな感じ」と表現している。なお、この曲の仮タイトルは、THE MAD CAPSULE MARKETSの楽曲「GOOD GIRL」に引っ掛けて、「happy girl」と名付けていたという。余談だが、2016年に受けたBillboard JAPANのインタビューで、インタビュアーに「最も理想的なものが作れたと思うものを1曲挙げるとしたら？」と聞かれた際、TETSUYAはこの曲をあげている。
表題曲の歌詞はかねてより親交のある漫画家の矢沢あいが手がけており、TETSUYAがソロ名義で発表した楽曲で唯一自身が作詞をしていない楽曲になっている。なお、TETSUYAは矢沢と知り合う前から、同氏が描いた漫画『下弦の月』を愛読していたという。こうした中で漫画雑誌編集部の人間から紹介され、矢沢と対面している。その後は、TETSUYAが漫画『NANA』のトリビュート・アルバム『LOVE for NANA 〜Only 1 Tribute〜』に参加したり、矢沢がTETSUYAのソロライヴに訪れるなど、交流を深めていった。また、tetsuという名前が漫画『NANA』の中の台詞で登場している。TETSUYAは本作発売当時に受けたインタビューで、矢沢に作詞を依頼した経緯について「「lonely girl」に関しては、凄くいい曲ができたので（矢沢に）ぜひ聴いて頂きたくて、デモを聴いてもらったんですよ。矢沢さんの世界観にも合うなと思って。そしたら“歌詞書いてもいい？”って言って下さって！ぜひお願いしますって」と述懐している。ちなみにこの曲の歌詞は、漫画『NANA』に登場する芹澤レイラを想う人の視点で書かれているという。
なお、この曲は2011年1月に発表した2ndアルバム『COME ON!』にアルバムバージョンとして収録されている。アルバムバージョンはシングルバージョンと異なり、フェードアウトでなくアウトロを新たに制作し、ピアノで終わるかたちに変更されている。
カップリングには、前作の表題曲「LOOKING FOR LIGHT」のリミックスバージョンが収録されている。なお、リミックスは、iLL（LAMA、ex.SUPERCAR）が手掛けている。
本作は、初回生産限定盤（CD+DVD）、初回仕様限定盤（CD）、通常盤（CD）の3形態で発売されている。初回生産限定盤には「lonely girl」のミュージック・ビデオを収録したDVDが付属されている。また、全形態に「撮りおろしTETSUYAトレーディングカード」（全9種）がランダムで1枚封入されている。なお、このカードを9種類すべてを揃えるとスペシャルフォトが完成する仕様になっている。ちなみにジャケットデザインは、TETSUYA曰く、映画『バニラ・スカイ』をイメージした仕上がりにしたという。TETSUYAは本作発売当時に受けたインタビューで、ジャケットについて「ジャケットはね、『バニラスカイ』って映画観ました？あのなかで、ニューヨークのタイムズスクエアで誰もいないシーンとかがあるんですけど。そういうイメージで。街のなかで僕とlonely girlちゃん、二人っきりで他には誰もいない。そういう感じをイメージして今回のジャケットは作りましたね」と述べている。

## 収録曲
| #  | タイトル                        | 作詞     | 作曲    | 編曲/リミックス         | 時間 |
| -- | ------------------------------- | -------- | ------- | ----------------------- | ---- |
| 1. | 「lonely girl」                 | 矢沢あい | TETSUYA | TETSUYA・室姫深（編曲） | 4:46 |
| 2. | 「LOOKING FOR LIGHT iLL REMIX」 | TETSUYA  | TETSUYA | iLL（リミックス）       | 3:58 |
| 3. | 「lonely girl -Instrumental-」  |          | TETSUYA | TETSUYA・室姫深（編曲） | 4:43 |

## 初回生産限定盤付属DVD
1. lonely girl (Music Clip)
ディレクター：多田卓也

## 参加ミュージシャン
- lonely girl
  - TETSUYA：Bass, Vocal, Backing Vocal, E.Guitar Solo & Classic Guitar Solo
  - 室姫深：E.Guitar, Acoustic Guitar, Classic Guitar, Keyboard & Programming
  - 村石雅行：Drums
  - 富樫春生：Acoustic Piano
  - 村山桐山ストリングス：Strings
  - 村山達哉：Strings Arranged

## 収録アルバム
- 『COME ON!』 (#1,アルバムバージョン)

## タイアップ
lonely girl
- フジテレビ系番組『ウチくる!?』2010年10月・11月度エンディングテーマ
- トリプルアップ配給映画『MOON★DREAM』主題歌[7]